# ハクセンシオマネキ
ハクセンシオマネキ（白扇潮招、学名：Uca lactea lactea）は、エビ目（十脚目）・スナガニ科に分類されるカニの一種。オスの片方の鋏脚が極端に大きい、いわゆるシオマネキの一種で、白っぽい体色が特徴である。
U. lactea という種レベルではインド洋・西太平洋の熱帯・温帯域に広く分布し、このうち北西太平洋の温帯域に分布する本亜種を基亜種として位置づける。

## 特徴
甲長12mm、甲幅18mmほどで、大きさは狭義のシオマネキ（U. arcuata）の半分くらいしかない。甲は長方形に近く、シオマネキより左右の眼柄の間が広い。甲の背面は灰白色の無地、雲状の横しま模様、黒地に白小斑など個体差がある。オスの大鋏は顆粒がなく平滑で白いが、黄白色、灰白色などこちらも若干の個体差がある。
生息域は河口域の満潮線付近、泥まじりのやや堅い砂浜か転石地帯で、日当たりが良いが干潮時にも乾燥せず、また水もかぶらない区域に限られる。このような条件が揃った区域にそれぞれが巣穴を掘り、集団で生活する。この区域に近接して海側にチゴガニ、陸側にアシハラガニが生息することが多い。
巣穴は入り口の直径2cm、深さ20cmほどで、巣穴の周囲にはコメツキガニと同様に砂団子が見られる。近付くと素早く巣穴に逃げこむが、動かずに待っていると数分で姿を現す。
繁殖期は6-8月で、この時期にはオスのウェービングが見られる。白い大きな鋏脚を振り上げる様が白い扇子を振るように見え、和名はここに由来する。メスは交尾後に産卵・抱卵し、幼生を海に放出する。幼生は2-3週間ほど浮遊生活を送り、ゾエア5期、メガロパを経て生息に適した区域に定着する。定着後2年目から繁殖に参加し、寿命は数年ほどとみられる。

## 分布
神奈川県以西の本州太平洋岸、四国、九州、朝鮮半島南部沿岸に分布する。当該地域にはシオマネキも分布しているが、ハクセンシオマネキの方が生息地や個体数が多い。本州・四国・九州で「シオマネキ」といえばハクセンシオマネキを指す場合もある。熊本県上天草市松島町永浦島には日本最大級のハクセンシオマネキの生息地がある。
都市近郊では河口域の干拓、浚渫、環境汚染などが脅威となり、生息地が減少している。2000年に発表された環境省レッドリストでは準絶滅危惧（NT）に指定されていたが、絶滅のおそれが増大したとの判断から2006年の改訂で絶滅危惧II類（VU）となった。

## 亜種

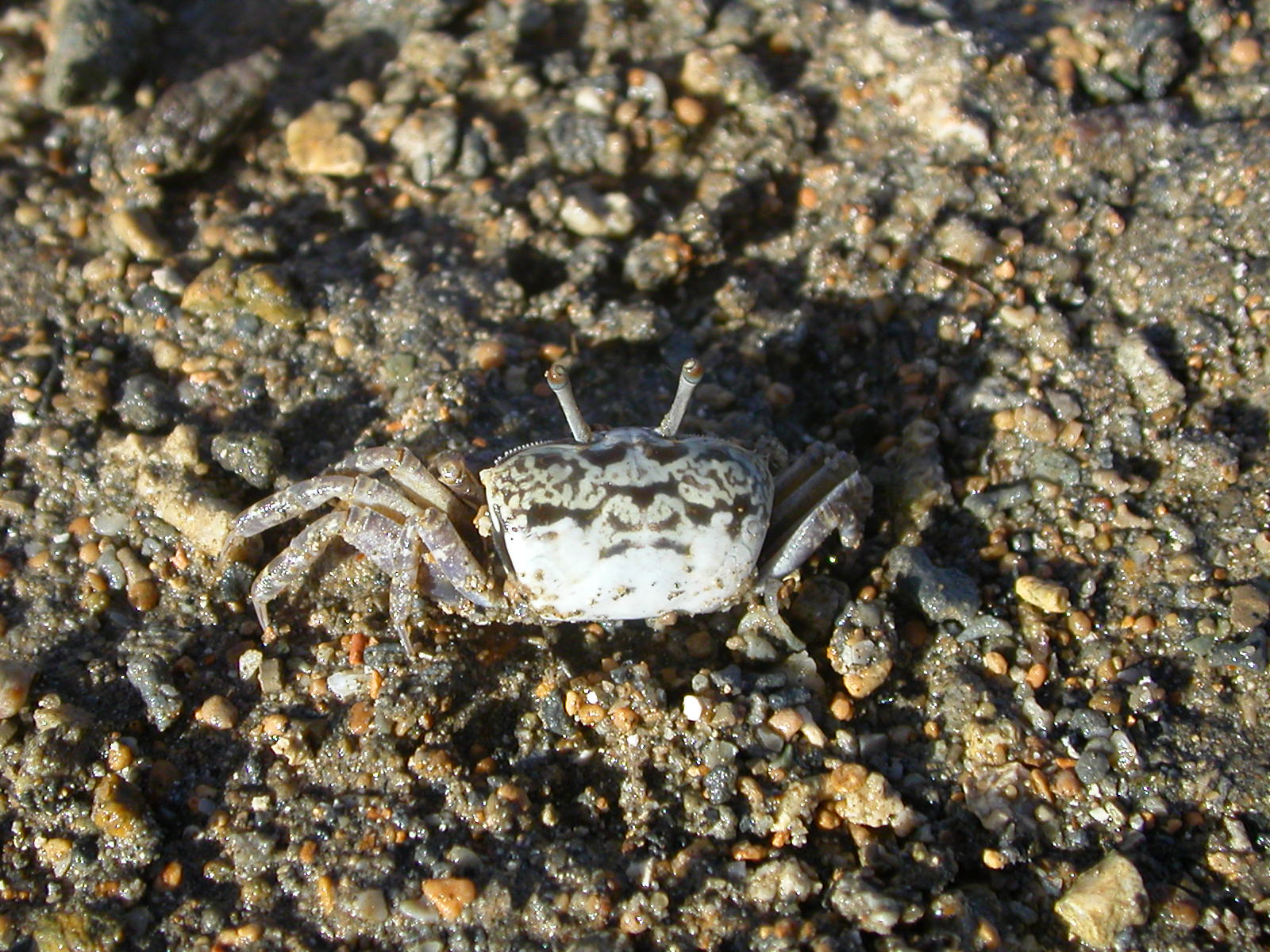
オキナワハクセンシオマネキ(雌)
西表島

オキナワハクセンシオマネキ U. lactea perplexa (H. Milne Edwards, 1837)
独立した種 U. perplexa とすることもある。外見はハクセンシオマネキとほとんど区別がつかないが、分布域や生態が異なる。
南西諸島からフィリピン、バヌアツにかけての西太平洋熱帯域に広く分布するが、九州南部でハクセンシオマネキと分布が重複する可能性が指摘され、精査の必要があるとされる。
マングローブ下の軟泥干潟に生息する。また、稚ガニは定着1年目から繁殖に参加する。